# Burden (film)
Burden is een Amerikaanse film uit 2018, geschreven en geregisseerd door Andrew Heckler en gebaseerd op een waargebeurd verhaal.

## Verhaal
South Carolina, 1996. Mike Burden is een zwijgzame man en loyaal lid van de Ku Klux Klan onder leiding van Tom Griffin. Maar Burden verandert van gedachten wanneer hij verliefd wordt op Judy, een alleenstaande moeder. Hij vlucht weg van de Klan en wordt met open armen ontvangen door dominee Kennedy, een idealistisch Afro-Amerikaans predikant.

## Rolverdeling
| Acteur            | Personage        |
| ----------------- | ---------------- |
| Garrett Hedlund   | Mike Burden      |
| Tom Wilkinson     | Tom Griffin      |
| Andrea Risborough | Judy             |
| Forest Whitaker   | Reverend Kennedy |
| Usher Raymond     | Clarence Brooks  |
| Tess Harper       | Hazel            |
| Dexter Darden     | Kelvin Kennedy   |
| Crystal R. Fox    | Janice Kennedy   |

## Release
Burden ging op 21 januari 2018 in première op het Sundance Film Festival in de U.S. Dramatic Competition.